# Daniel Murphy
Daniel Thomas Murphy (ur. 1 kwietnia 1985) – amerykański baseballista, który występował na pozycji drugobazowego i trzeciobazowego.

## Kariera
Murphy studiował na Jacksonville University, gdzie w latach 2004–2006 grał w drużynie uniwersyteckiej Jacksonville Dolphins. W czerwcu 2006 został wybrany w trzynastej rundzie draftu przez New York Mets i początkowo grał w klubach farmerskich tego zespołu, między innymi w New Orleans Zephyrs, reprezentującym poziom Triple-A. W Major League Baseball zadebiutował 2 sierpnia 2008 w meczu przeciwko Houston Astros, w którym zaliczył uderzenie i zdobył runa. Pierwszego home runa w MLB zdobył tydzień później w spotkaniu z Florida Marlins.
W czerwcu 2010 podczas występów w zespole farmerskim Buffalo Bisons odniósł kontuzję kolana, która wykluczyła go z gry do końca sezonu. W sezonie 2013 zajął 2. miejsce w National League za Mattem Carpenterem z St. Louis Cardinals pod względem liczby uderzeń (188). W lipcu 2014 po raz pierwszy otrzymał powołanie do Meczu Gwiazd. W 2015 pobił rekord MLB zdobywając przynajmniej jednego home runa w sześciu meczach playoff z rzędu i został wybrany najbardziej wartościowym zawodnikiem NLCS przeciwko Chicago Cubs.
6 stycznia 2016 jako wolny agent podpisał trzyletni kontrakt wart 37,5 miliona dolarów z Washington Nationals. 2 maja 2016 w meczu przeciwko Kansas City Royals zaliczył 1000. uderzenie w MLB. W tym samym roku został wyróżniony spośród drugobazowych, otrzymując po raz pierwszy w swojej karierze Silver Slugger Award. W sezonie 2016 uzyskał drugą w National League średnią (0,347) i zdobył 25 home runów. Ponadto zaliczył najwięcej double’ów w NL (47), a w głosowaniu do nagrody MVP National League zajął 2. miejsce za Krisem Bryantem z Chicago Cubs.
21 sierpnia 2018 w ramach wymiany przeszedł do Chicago Cubs. W grudniu 2018 został zawodnikiem Colorado Rockies. 29 stycznia 2021 ogłosił zakończenie swojej kariery zawodniczej.

## Nagrody i wyróżnienia
| Nagroda/wyróżnienie     | Lata             | Źródło |
| 3× All-Star             | 2014, 2016, 2017 | [ 5 ]  |
| NLCS MVP                | 2015             | [ 6 ]  |
| 2× Silver Slugger Award | 2016, 2017       | [ 9 ]  |